# Odbojkaško prvenstvo Jugoslavije 1945.
Prvo jugoslavensko prvenstvo u odbojci je igrano 1945, a na njemu su nastupile vijne selekcije. Prvak je bila reprezentacija Hrvatske.

## Konačni poredak
1. Hrvatska
2. Slovenija
3. Jugoslavenska armija
4. Vojvodina
5. Srbija